# New Zealand State Highways

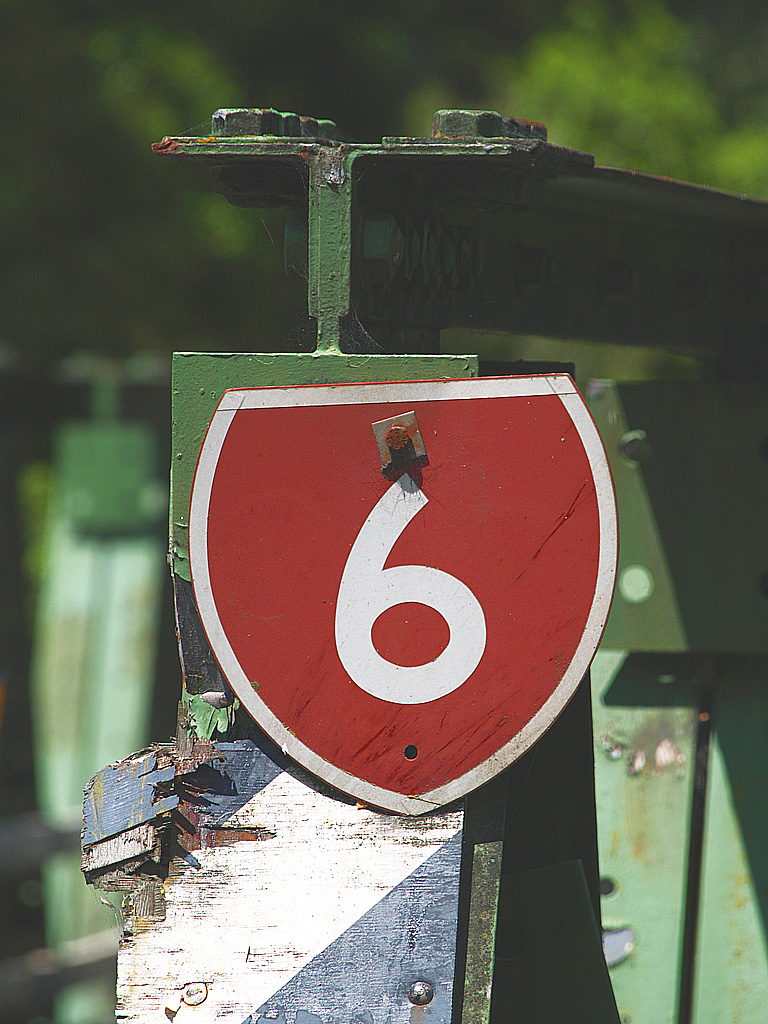
State Highway 6-Schild
zwischen Nelson und Havelock

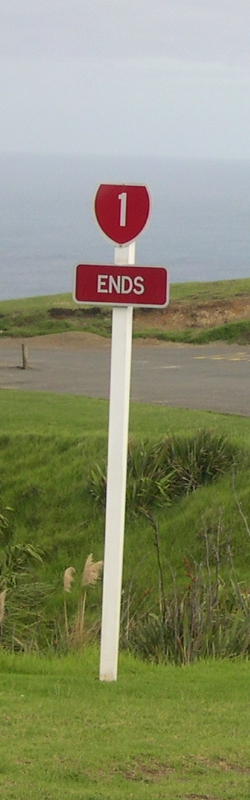
SH 1-Schild am Cape Reinga / Te Rerenga Wairua

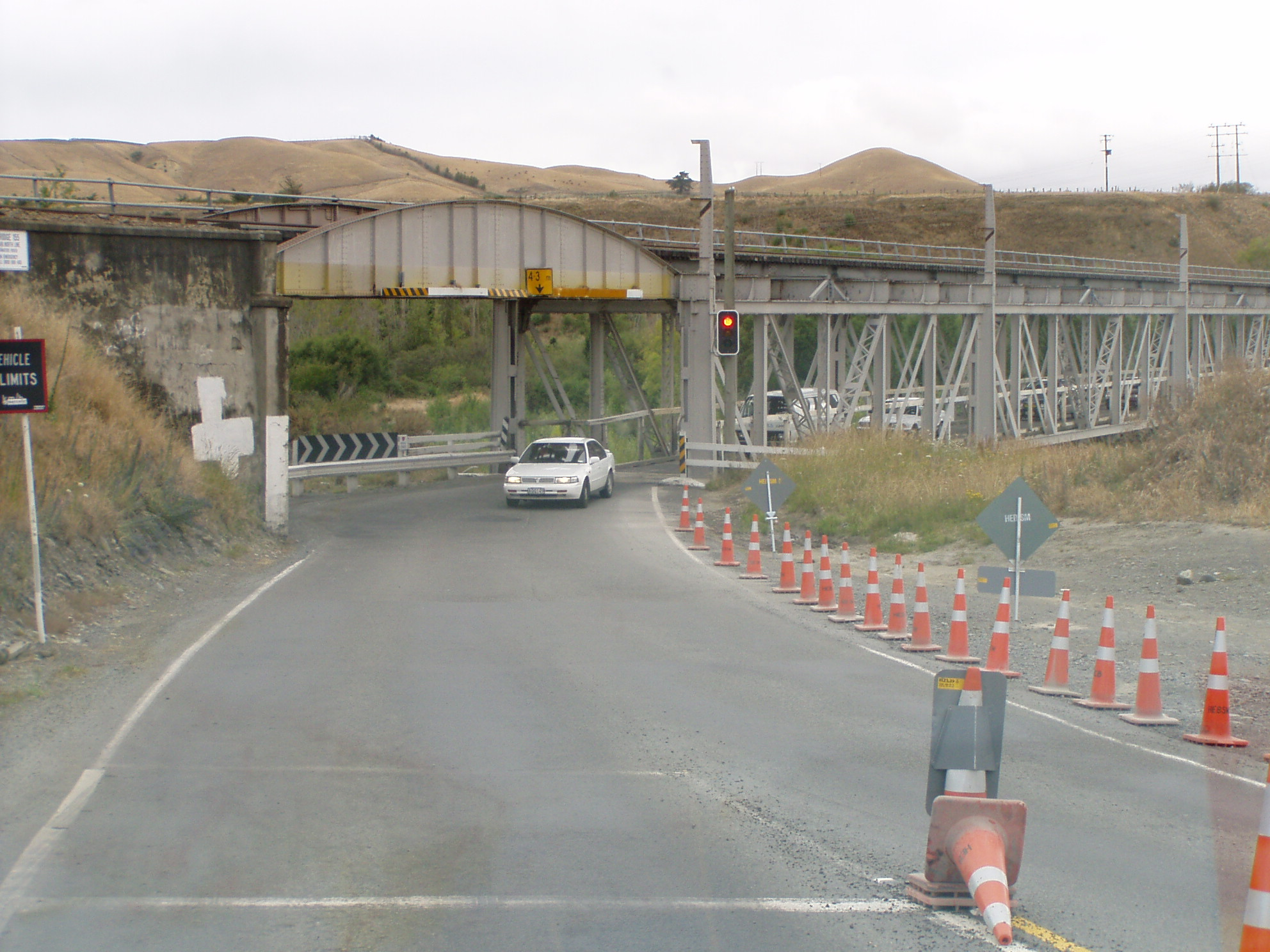
Die kombinierte Bahn- und Straßenbrücke bei Seddon war bis Oktober 2007 in Betrieb; seitdem nutzt der SH 1 hier eine neu gebaute zweispurige Brücke.

Die New Zealand State Highways, in Kurzform: State Highway (dt.: staatliche Fern- oder Schnellstraße), sind Fernstraßen oder auch Autobahnen von nationaler Bedeutung in Neuseeland. Sie verbinden über ein Netzwerk alle Landesteile der Nord- und Südinsel miteinander. Der New Zealand State Highway 1 hingegen verbindet auch als einziger State Highway die beiden Hauptinseln miteinander.

## Ausbauart der Straßen
Stand August 2016 waren 94 Straßen in Neuseeland mit einer Gesamtlänge von fast 11.000 Kilometern als State Highway ausgezeichnet. Die Qualität ihres Ausbaus reicht von je einer Fahrspur in jede Fahrtrichtung, über abschnittsweise auf drei Spuren zu Überholzwecken ausgebaut, bis hin zum Ausbau auf mehrspurige Autobahnen, wie im Raum Christchurch, Dunedin und vor allem im Großraum Auckland und Wellington zu finden. Dort sind sie europäischen Autobahnen oder nordamerikanischen Highways vergleichbar. Vor allem in ländlichen oder gebirgigen Gebieten auf der Südinsel ist es nicht selten, dass die State Highways bei Flussüberquerungen über die Brücken hingegen nur einspurig geführt werden. Hier sind dann besonders die Vorfahrtsregeln zu beachten. Die Geschwindigkeitsbegrenzung auf den State Highways beträgt in der Regel 100 km/h, innerhalb bebauter Gebiete 70 km/h oder 80 km/h und in geschlossenen Ortschaften 50 km/h. Mittlerweile verfügen alle State Highways über eine mit Asphalt befestigte Fahrbahndecke, bis auf eine 11 km lange Teilstrecke des sog. Forgotten World Highways.
Alle State Highways sind als solche gekennzeichnet und nach dem Ordnungsprinzip landesweit, überregional, regional mit Ziffern versehen. So steht die Bezeichnung SH 1 für den State Highway 1, der beide Hauptinseln miteinander verbindet und von der nördlichsten Spitze der Nordinsel bis zum südlichsten Ende der Südinsel reicht. Die nachfolgenden einstelligen Bezeichnungen der Highways deuten darauf hin, dass sie jeweils innerhalb ihrer Insel eine wichtige Nord-Süd- und/oder Ost-West-Verbindung darstellen. Die zweistellig bezifferten Straßen weisen in der Regel auf wichtige Querverbindungen hin und die Strecken, die zusätzlich mit einem Buchstaben versehen sind, stellen kleinere Verbindungsstücke der übergeordneten Highways dar.
Die Verwaltung und Pflege aller State Highways befindet sich in Händen der staatlichen New Zealand Transport Agency.

## Kennzeichnungen der State Highways
An den Seitenrändern der State Highways befinden sich rote dreiecksähnliche Schilder, auf denen in weißer Schrift die Straßennummer vermerkt ist (die Provinzstraßen tragen die Ziffern auf blauem Grund). Diese Symbole finden sich ebenso auf Hinweisschildern und neuseeländische Straßenkarten folgen normalerweise dieser Bezeichnung. In unregelmäßigen Abständen befinden sich Markierungen, die die Entfernung vom Anfang der Straße angeben, am Straßenrand. Eine ähnliche Markierungen sind auch an allen Straßenbrücken zu finden. Auf den zweigeteilten weißen Schildern an den Brücken sind im oberen Bereich die roten Symbole der State Highways zu finden und darunter unter der Bezeichnung „Bridge“ eine eindeutige Ordnungszahl, die der Brücke zugeordnet wurde und über die sie auf dem State Highways identifizierbar ist.
Ursprünglich war das State Highway-System in nationale und Provinzstraßen unterteilt, wobei die nationalen Straßen einem höheren Standard und einer besseren Finanzierung unterlagen. Heute gelten aber alle State Highways als nationale Straßen. Die eigentlichen nationalen Highways sind noch an der einstelligen Nummerierung zu erkennen (State Highway 1–8, ein State Highway 9 existiert nicht). Das Straßennetz besteht aus dem State Highway 1 der ganz Neuseeland von Norden nach Süden durchläuft und den State Highways 2–5 sowie 10–59 auf der Nordinsel und den State Highways 6–8 sowie 60–99 auf der Südinsel.

## Einspurige Brücken
Charakteristisch für Neuseeland sind einspurige Brücken (sog. One Lane Bridges). An zahlreichen Stellen, an denen das geringe Verkehrsaufkommen dies rechtfertigte, wurden aus Kostengründen Flussbrücken nur einspurig errichtet. Die Verkehrsregelung erfolgt dann entweder durch Vorfahrtsschilder oder seltener über Lichtsignale.
Als eine der längsten einspurigen Brücken ist mit 713 m Länge die Brücke im Zuge des New Zealand State Highway 6 über den Haast River zu sehen. Ohne Lichtzeichenregelung verfügt sie über zwei Ausweichstellen im Brückenverlauf, über die sich die Fahrer verständigen müssen. Gleichwohl regelt eine Vorfahrtsregelung den bevorzugten Zugang zur Brücke.

## Geschichte
Nach dem Ende des Zweiten Weltkriegs waren die Straßen in Neuseeland in einem äußerst schlechten Zustand, hatte der Krieg doch wichtige Investitionen in den Straßenbau und die Erhaltung der Straßen verhindert. Erste Maßnahmen führten dazu, dass ein rund 5 km langer Abschnitt zwischen Wellington und Johnsonville 1950 zur Autobahn erklärt werden konnte und 1954 die Straße zwischen Wellington und Auckland nun auf ihrer gesamten Strecke asphaltiert wurde.
1954 wurde der National Roads Board (NRB) ins Leben gerufen, der die Aufgabe hatte, den landesweiten Straßenbau voranzutreiben und lokale Straßenverwaltungen vor Ort zu unterstützen. In den folgenden Jahrzehnten folgten mehrere Umorganisationen und Verantwortlichkeiten des Straßenbaus, bis schließlich im Jahr 2004 Land Transport New Zealand aus den Organisationen von Land Transport Safety Authority und Transfund hervorging und diese Organisation im Jahr 2008 zusammen mit Transit New Zealand, die zu seiner Zeit die State Highways verwaltete, zur New Zealand Transport Agency geformt wurde. Stand August 2005 konnte Neuseeland auf ein Netzwerk von State Highways im Lande verweisen, das sich auf eine Länge von 10.894,4 km erstreckt, 5972,5 km davon auf der Nordinsel und 4921,9 km davon auf der Südinsel. Dieses Netzwerk unterhielt seinerzeit Verbindungen zu rund 80.000 km lokaler Straßen in allen Landesteilen.

## Trivia
Der meistbefahrene Abschnitt eines State Highways war im Jahr 2004 die zum New Zealand State Highway 1 gehörende Auckland Harbour Bridge mit fast 162.000 Fahrzeugen täglich. Der am wenigsten frequentierte Abschnitt war der des New Zealand State Highway 43 nördlich von Whangamōmona mit 150 Fahrzeugen täglich, deswegen auch als Forgotten World Highway in Neuseeland bekannt.

## Liste der State Highways
| Kurz | Name                                       | Lage      | Verlauf ( von - bis ) | Länge km |
| ---- | ------------------------------------------ | --------- | --- | -------- |
|      | State Highway 1                            | -         | Nordinsel: Cape Reinga / Te Rerenga Wairua – Waitiki Landing – Kaitaia – Whangārei – Wellsford – Warkworth – Auckland – Hamilton – Cambridge – Taupō – Tūrangi – „Desert Road“ – Levin – Wellington – Wellington International Airport Cookstraße: Interislander Südinsel: Picton – Blenheim – Kaikoura – Christchurch – Ashburton – Timaru – Oamaru – Palmerston – Dunedin – Milton – Balclutha – Gore – Invercargill – Stirling Point (einen Kilometer südlich von Bluff) | 2022,0   |
|      | State Highway 1B                           | Nordinsel | Taupiri – Gordonton – Cambridge | 41,2     |
|      | State Highway 2                            | Nordinsel | Von SH 1 Abzweig Pokeno – Paeroa – Waihi – Tauranga – Whakatāne – Gisborne – Napier – Hastings – Woodville – Masterton – Upper Hutt – Lower Hutt – Kreuz Ngauranga | 964,0    |
|      | State Highway 3                            | Nordinsel | Hamilton – New Plymouth – Whanganui – Palmerston North – Woodville | 492,0    |
|      | State Highway 3A                           | Nordinsel | zw. Bell Block und Waitara – Inglewood | 15,5     |
|      | State Highway 4                            | Nordinsel | 11 Kilometer südlich Te Kūiti – Taumarunui – Raetihi – Whanganui | 242,0    |
|      | State Highway 5                            | Nordinsel | Tirau – Rotorua – Taupō – westl. der Mündung des Esk River in den Pazifischen Ozean | 267,0    |
|      | State Highway 6                            | Südinsel  | Blenheim – Nelson – Westport – Greymouth – Hokitika – Wanaka – Queenstown – Invercargill | 1099,0   |
|      | State Highway 6A                           | Südinsel  | Frankton – Queenstown | 7,0      |
|      | State Highway 7                            | Südinsel  | Waipara – Greymouth | 276,0    |
|      | State Highway 7A                           | Südinsel  | Waiau-Brücke – Hanmer Springs | 9,0      |
|      | State Highway 8                            | Südinsel  | Timaru – Twizel – Cromwell – Alexandra – Milton | 537,0    |
|      | State Highway 8A                           | Südinsel  | Tarras – Luggate | 21,0     |
|      | State Highway 8B                           | Südinsel  | Deadmans Point – Cromwell | 3,0      |
|      | State Highway 10                           | Nordinsel | Awanui – Pakaraka | 106,0    |
|      | State Highway 11                           | Nordinsel | Paihia – Kawakawa | 16,0     |
|      | State Highway 12                           | Nordinsel | 79 Kilometer südlich Kaitaia – Kaikohe – Dargaville – 28 Kilometer nördlich Wellsford | 223,0    |
|      | State Highway 14                           | Nordinsel | Whangārei – Dargaville | 58,0     |
|      | State Highway 15A                          | Nordinsel | Whangārei – Whangarei Hafen | 4,0      |
|      | State Highway 16                           | Nordinsel | Auckland Hafen – Helensville – Wellsford | 105,0    |
|      | State Highway 17                           | Nordinsel | Albany – Kaukapakapa | 25,0     |
|      | State Highway 18                           | Nordinsel | Kreuz Upper Harbour Highway – Massey | 15,0     |
|      | State Highway 20                           | Nordinsel | Hillsborough – Kreuz Manukau City | 20,0     |
|      | State Highway 20A                          | Nordinsel | Kreuz Walmsley Road – Auckland Flughafen | 8,0      |
|      | State Highway 20B                          | Nordinsel | Kreuz Puhinui Road – Auckland Flughafen | 3,0      |
|      | State Highway 21                           | Nordinsel | Hamilton | 6,0      |
|      | State Highway 22                           | Nordinsel | Drury – Pukekohe | 16,0     |
|      | State Highway 23                           | Nordinsel | Hamilton – Raglan | 48,0     |
|      | State Highway 24                           | Nordinsel | Matamata – Te Poi | 12,0     |
|      | State Highway 25                           | Nordinsel | Mangatarata – Thames – Coromandel – Whitianga – Whangamata – Waihi | 240,0    |
|      | State Highway 25A                          | Nordinsel | Thames – Pauanui | 22,0     |
|      | State Highway 26                           | Nordinsel | Thames – Paeroa – Te Aroha – Morrinsville – Hamilton | 102,0    |
|      | State Highway 27                           | Nordinsel | Abzweig Pokeno – Matamata – Tirau | 98,0     |
|      | State Highway 28                           | Nordinsel | Putāruru – Te Poi | 21,0     |
|      | State Highway 29                           | Nordinsel | Piarere/Jct. SH1 – Kaimai Range – Tauranga – Mount Maunganui | 78,0     |
|      | State Highway 30                           | Nordinsel | Te Kūiti – Mangakino – Rotorua – Whakatāne | 231,0    |
|      | State Highway 30A                          | Nordinsel | (zwei Kilometer): Rotorua | 2,0      |
|      | State Highway 31                           | Nordinsel | Otorohanga – Kawhia Harbour | 55,0     |
|      | State Highway 32                           | Nordinsel | Tokoroa – Abzweig Kuratau | 95,0     |
|      | State Highway 33                           | Nordinsel | Te Puke – Te Ngae | 28       |
|      | State Highway 34                           | Nordinsel | Edgecumbe – Kawerau | 22,0     |
|      | State Highway 35                           | Nordinsel | Opotiki – Te Araroa – Gisborne | 321,0    |
|      | State Highway 36                           | Nordinsel | Rotorua – Tauranga | 81,0     |
|      | State Highway 37                           | Nordinsel | Hangatiki – Waitomo Caves | 8,0      |
|      | State Highway 38                           | Nordinsel | Rainbow Mountain/Maunga Kākaramea – Murupara – Te Urewera – Lake Waikaremoana – Wairoa | 199,2    |
|      | State Highway 39                           | Nordinsel | Ngaruawahia – Otorohanga | 80,0     |
|      | State Highway 40                           | Nordinsel | Ahititi – Ohura – Maungaturoto | 90,0     |
|      | State Highway 41                           | Nordinsel | Manunui – Tūrangi | 59,0     |
|      | State Highway 43 „Forgotten World Highway“ | Nordinsel | Stratford – Taumarunui | 155,0    |
|      | State Highway 44                           | Nordinsel | New Plymouth – Port Taranaki | 4,0      |
|      | State Highway 45 „The Surf Highway“        | Nordinsel | New Plymouth – Ōpunake – Hawera | 105,0    |
|      | State Highway 46                           | Nordinsel | Papakai – Rangipo | 19,0     |
|      | State Highway 47                           | Nordinsel | National Park – Tūrangi | 46,0     |
|      | State Highway 48                           | Nordinsel | neun Kilometer nordöstlich des Dorfes National Park – Iwikau Village | 7,0      |
|      | State Highway 49                           | Nordinsel | Abzweig Tohunga – Ohakune – Waiouru | 36,0     |
|      | State Highway 49A                          | Nordinsel | Ohakune – Horopito | 9,0      |
|      | State Highway 50                           | Nordinsel | Napier – Takapau | 73,0     |
|      | State Highway 51                           | Nordinsel | Napier – Hastings |          |
|      | State Highway 52                           | Nordinsel | Waipukurau – Pongaroa – Masterton | 215,0    |
|      | State Highway 53                           | Nordinsel | Featherston – Martinborough | 18,0     |
|      | State Highway 54                           | Nordinsel | Vinegar Hill – Feilding – Palmerston North | 54,0     |
|      | State Highway 56                           | Nordinsel | Palmerston North – Makerua | 26,0     |
|      | State Highway 57                           | Nordinsel | Manawatu Gorge – Shannon – Levin | 67,0     |
|      | State Highway 57A                          | Nordinsel | Manawatu Gorge – Palmerston North | 17,0     |
|      | State Highway 58                           | Nordinsel | Porirua – Haywards | 15,0     |
|      | State Highway 59                           | Nordinsel | Mackays Crossing – Linden | 26,2     |
|      | State Highway 60                           | Südinsel  | Collingwood – Motueka – Tākaka – Richmond | 117,0    |
|      | State Highway 61                           | Südinsel  | Motueka – Abzweig Kohatu | 58,0     |
|      | State Highway 63                           | Südinsel  | Renwick – Abzweig Kawatiri | 117,0    |
|      | State Highway 65                           | Südinsel  | 11 Kilometer westlich Murchinson – Abzweig Springs | 72,0     |
|      | State Highway 67                           | Südinsel  | Westport – Summerlea | 54,0     |
|      | State Highway 67A                          | Südinsel  | Westport – Cape Foulwind | 10,0     |
|      | State Highway 69                           | Südinsel  | Abzweig Inangahua Junction – Reefton | 34,0     |
|      | State Highway 70                           | Südinsel  | Kaikoura Waiau – Abzweig Red Post | 97,0     |
|      | State Highway 71                           | Südinsel  | Kaiapoi – Rangiora | 9,0      |
|      | State Highway 73                           | Südinsel  | Abzweig Kumara – Christchurch | 235,0    |
|      | State Highway 73A                          | Südinsel  | Christchurch – Blenheim | 6,0      |
|      | State Highway 74                           | Südinsel  | Belfast – Lyttelton | 26,0     |
|      | State Highway 74A                          | Südinsel  | Christchurch – Palinurus/Dyers | 3,0      |
|      | State Highway 75                           | Südinsel  | Christchurch – Akaroa | 90,0     |
|      | State Highway 77                           | Südinsel  | Darfield – Methven – Ashburton | 95,0     |
|      | State Highway 79                           | Südinsel  | Rangitata – Geraldine – Fairlie | 60,0     |
|      | State Highway 80                           | Südinsel  | Lake Pukaki – Aoraki/Mount Cook | 55,0     |
|      | State Highway 82                           | Südinsel  | Hook – Waimate – Kurow | 71,0     |
|      | State Highway 83                           | Südinsel  | Omarama Kurow – Abzweig Pukeuri | 110,0    |
|      | State Highway 84                           | Südinsel  | Wanaka | 3,0      |
|      | State Highway 85 „The Pigroot“             | Südinsel  | Alexandra – Ranfurly – Palmerston | 157,0    |
|      | State Highway 86                           | Südinsel  | Allanton – Flughafen Dunedin | 5,0      |
|      | State Highway 87                           | Südinsel  | Mosgiel – Middlemarch – Kokonga | 114,0    |
|      | State Highway 88                           | Südinsel  | Dunedin – Port Chalmers | 13,0     |
|      | State Highway 90                           | Südinsel  | Abzweig Raes – Tapanui – Gore | 67,0     |
|      | State Highway 93                           | Südinsel  | Clinton – Mataura | 43,0     |
|      | State Highway 94                           | Südinsel  | Gore – Lumsden – Te Anau – Milford Sound/Piopiotahi | 272,0    |
|      | State Highway 95                           | Südinsel  | Te Anau – Manapouri | 21,0     |
|      | State Highway 96                           | Südinsel  | Clifden – Winton – Mataura | 136,0    |
|      | State Highway 97                           | Südinsel  | Five Rivers – Mossburn | 20,6     |
|      | State Highway 98                           | Südinsel  | Lorneville – Dacre | 24,0     |
|      | State Highway 99                           | Südinsel  | Lorneville – Riverton/Aparima – Tuatapere – Te Anau | 90,0     |